# Bohuslav Beránek
Bohuslav Beránek (25. března 1946 Plzeň – 5. října 2007) byl československý reprezentant v orientačním běhu. Jeho největším úspěchem je bronzová medaile ze štafetového závodu mistrovství světa v roce 1970, kterou vybojoval spolu s Zdeňkem Lenhartem, Jaroslavem Jaškem a Svatoslavem Galíkem, přičemž to byla vůbec první medaile z mistrovství světa v orientačním běhu pro Československo.

## Sportovní kariéra

### Umístění na MS
| Mistrovství světa v orientačním běhu | Mistrovství světa v orientačním běhu | Mistrovství světa v orientačním běhu |
| Rok                                  | Klasika                              | Štafety                              |
| ------------------------------------ | ------------------------------------ | ------------------------------------ |
| Linköping 1968                       | 34. místo                            |                                      |
| Friedrichsroda 1970                  |                                      | 3. místo                             |

### Umístění na MČSR
| Mistrovství Československa v orientačním běhu | Mistrovství Československa v orientačním běhu | Mistrovství Československa v orientačním běhu | Mistrovství Československa v orientačním běhu | Mistrovství Československa v orientačním běhu | Mistrovství Československa v orientačním běhu |
| Ročník                                        | Kategorie                                     | Klasická trať                                 | Dlouhá trať                                   | Noční                                         | Členství v klubu                              |
| --------------------------------------------- | --------------------------------------------- | --------------------------------------------- | --------------------------------------------- | --------------------------------------------- | --------------------------------------------- |
| MČSR 1967                                     | H20 - junioři                                 | 1. místo                                      |                                               |                                               | KOS Slavia Plzeň                              |
| MČSR 1969                                     | H21 - muži                                    | 12. místo                                     |                                               |                                               | KOS Slavia Plzeň                              |
| MČSR 1970                                     | H21 - muži                                    | 7. místo                                      |                                               |                                               | KOS Slavia Plzeň                              |
| MČSR 1971                                     | H21 - muži                                    | 17. místo                                     |                                               |                                               | KOS Slavia Plzeň                              |
| MČSR 1972                                     | H21 - muži                                    | 4. místo                                      |                                               |                                               | KOS Slavia Plzeň                              |